# Тимошенко, Николай Иосифович
Николай Иосифович Тимошенко (22 марта 1925 - 4 октября 2020) — советский и российский учёный, доктор технических наук, профессор.
Автор более 90 научных и учебно-методических работ, а также «Память сердца солдата» о своих военных воспоминаниях и боевых товарищах.

## Биография
Родился 22 марта 1925 года в станице Старощербиновской в семье кубанского казака; до 1930 года жил на хуторе Сады недалеко от Ейска.
Будучи десятиклассником, с 1941 по 1942 год принимал участие в оборонных работах побережье Азовского моря Краснодарского края. С 1943 года находился в действующей армии и Северокавказском фронте в Черноморской группе войск под хутором Беляки был тяжело ранен. Продолжил воевать и в 1944–1945 годах был командиром взвода противотанковых средств 3-й Воздушно-десантной дивизии; участвовал в боевых операциях в составе «Уманской дивизии» на 1-м, 2-м и 3-м Украинских фронтах. Принимал участие в боях на территории Румынии (Ясско-Кишинёвская операция), в Чехословакии и Венгрии (Будапештские бои, разгром немцев под Балатоном), участвовал в Венской операции. Закончил войну в Австрии в звании гвардии старшего сержанта. До марта 1950 года продолжил срочную службу в частях Советской армии.
С 1950 по 1956 год обучался в Московском энергетическом институте, окончив по специальности «инженер-теплотехник». Затем работал на производстве, а с 1963 года почти полвека находился на преподавательской работе в МЭИ. С 1981  по 1991 год был заведующим кафедры «Тепловых электрических станций» (ТЭС).
Проживал в Москве, в Лефортово. Ушёл из жизни 4 октября 2020 года. 

## Заслуги
- Награжден орденами Отечественной войны 1-й степени, Красной Звезды и Трудового Красного знамени, а также многими медалями, в числе которых две — «За отвагу».[5]
- Почетный энергетик СССР, почетный академик Академии педагогических наук, Почетный работник высшего профессионального образования РФ, Заслуженный профессор МЭИ.